# Somerset (Unitary Authority)
Somerset ist eine Unitary Authority in der Region South West England in England.
Somerset war bis zum 1. April 2023 ein Non-Metropolitan County, das in die Distrikte Mendip, Somerset West and Taunton, Sedgemoor und South Somerset unterteilt war.
Somerset grenzt an Devon, Dorset, Wiltshire, Bath and North East Somerset und North Somerset.